# Route nationale 330a
La route nationale 330A, ou RN 330A, était une route nationale française reliant Mont-l'Évêque à Nanteuil-le-Haudouin.
À la suite de la réforme de 1972, la RN 330A a été déclassée en RD 330A.

## Ancien tracé
Les principales communes traversées étaient :
- Mont-l'Évêque ;
- Borest ;
- Baron ;
- Versigny ;
- Nanteuil-le-Haudouin.